# 増田貴久
増田 貴久（ますだ たかひさ、1986年〈昭和61年〉7月4日 - ）は、日本のアイドル、タレント、歌手、俳優。男性アイドルグループNEWSのメンバー。愛称は、まっすー。
東京都練馬区出身、STARTO ENTERTAINMENT所属。

## 来歴
自身の母親・姉・姉の友人がジャニーズ事務所に履歴書を送り、1998年11月8日、オーディションを受けて小学6年生の時にジャニーズ事務所に入所。同期に亀梨和也、赤西仁、中丸雄一、塚田僚一、藤ヶ谷太輔、越岡裕貴がいる。ジャニーズJr.として活動を始め、1か月後にはKinKi Kidsのバックダンサーとして東京ドームのステージに立つ。
2001年、ジャニーズJr.内ユニット・B.B.B.に所属。2003年9月15日、NEWSが結成され、メンバーとして活動開始。2004年にはジャニーズJr.内ユニット・Kis-My-Ftにも一時所属していた。2006年11月に同じNEWSのメンバーである手越祐也とユニット・テゴマス（tegomass）を結成し、手越祐也がジャニーズ事務所を退所した2020年6月19日まで並行して活動を行う。
2023年7月4日、個人公式Instagramアカウントを開設。
2025年2月12日に初のソロアルバム『喜怒哀楽』を発売し、東京と大阪で衣装のスタイリングやステージ演出など全編を自身でプロデュースしたソロライブも行った。

## 人物
初めて出演したKinKi Kidsのコンサートで観客席を振り返って目にした光景に「なんでこんなにたくさんの人が、同じ予定で、同じ時間に集まったんだろうな」と思ったことが、今日に至るまでのアイドル活動の主軸となっている。「地元の友達と集まろうと言ったって予定合わせるのが大変なのに、こんなに多くの人が、同じ目的で同じ時間に同じ場所に集まるなんて奇跡」「（スタッフ、関係者など）みんなが俺らのやりたいことを理解してくれて協力してくれる。これは凄いこと」とし、「ここ1年で1番楽しい1日だったって（思える）出来事を届けられる機会を貰ってるので」、期待を超えるエンターテインメントを実現することが使命であるとしている。
座右の銘は、エルヴィス・プレスリーの「Don't criticize what you don't understand, son. You never walked in that man's shoes.（人の意見は否定しちゃいけないよ。だって、あなたはその人の立場に立ったことがないんだから）」
演出へのこだわり
視覚的なことに対してこだわりが強く、日頃から様々なアーティストのライブを見に行き、音や照明に関して刺激を受けていることを語っている。また、舞台セットや照明にも携わり、ツアー本番中でもその日のライブ映像を見て翌日に修正することもあるが、これらは10代の頃に訪れたラスベガスで観たシルクドゥソレイユのショーがきっかけだったことを明かしている。 NEWSのライブでは衣装・ステージ演出を多く担う。NEWSは2011年から本格的にアルバムやライブなどの作品プロデュースにメンバーが関わっており、特に独自の物語性と世界観をもつ作品を製作している。増田がコンセプトや演出のアイデアを出し、加藤シゲアキが具現化、脚本化、構成原案を行うことも多い
ファッション
ファッションセンスに定評があり、雑誌『mina』で「マスタイリング」を連載している他、2018年春からは雑誌『装苑』でも連載をスタートさせた。
2010年の『NEWS DOME PARTY 2010 LIVE! LIVE! LIVE!』以降、NEWSのライブ衣装を手掛け、2016年には同じ事務所の後輩グループ・Hey! Say! JUMP 、2018年にはA.B.C-Zのライブ衣装のデザインも手掛けている。ただし、本人は作業の裏側を見せたり、大変さを伝えることについては迷う姿も見せている。2018年には、前年に行われた『NEWS LIVE TOUR 2017 NEVERLAND』で手がけた衣装の展覧会が｢NEWS3作品連動キャンペーン｣として行われ、2021年には『NEWS LIVE TOUR 2020 STORY』で着用した衣装で雑誌『装苑』の表紙を飾り、自身が手がけた「STORY」全衣装の解説や、ツアー時とは異なるスタイリングアレンジも披露した。
趣味嗜好など
餃子好き。また、スニーカーもコレクションしている。
2021年にはアーティストとして、アクションフィギュアBE@RBRICKのイベントに参加している。
作品について
テゴマスとして2014年に発表した『テゴマスの青春』に収録されている「月の友達」や、NEWSのアルバム『NEWS EXPO』通常盤に収録されているソロ曲「hanami」では、作詞を手がけている。
お笑いへの取り組み
バラエティ番組『ネタパレ』では女装や歌ネタなどを含め、芸人とお笑いにも挑戦している。
交友関係
『ぐるぐるナインティナイン』の『グルメチキンレース・ゴチになります!』では松下洸平と「松増コンビ」として仲良しぶりが人気を集めた。
『3年B組金八先生』の同級生役で共演した上戸彩は中学校の先輩であり、当時から仲が良い。

## 出演
グループでの活動については、NEWS (グループ)#出演・テゴマス#出演を参照

### テレビドラマ
- 怖い日曜日〜2000〜 第11回「『診察室』恐怖の肝試し」（2000年9月17日、日本テレビ）
- 3年B組金八先生 第6シリーズ（2001年 - 2002年、TBS） - 長澤一寿 役
- 武蔵 MUSASHI（2003年、NHK） - 武蔵（少年期） 役
- 劇団演技者。「家が遠い」（2005年9月14日 - 10月26日、フジテレビ） - 久米 役[42]
- ガチバカ!（2006年1月19日 - 3月23日、TBS） - 井上耕太 役
- ダンドリ。〜Dance☆Drill〜（2006年7月11日 - 2006年9月19日、フジテレビ） - 鈴木カルロス三郎太 役
- 笑える恋はしたくない（2006年12月1日 - 15日、TBS） - 赤井三太 役
- ほんとにあった怖い話 夏の特別編2007「幽惑ドライブ」（2007年8月28日、フジテレビ） - 主演・村上圭介 役
- RESCUE〜特別高度救助隊（2009年1月24日 - 2009年3月21日、TBS）-手塚豊 役
- 華麗なるスパイ第4話（2009年8月8日、日本テレビ）- 山口徹 役
- 卒うた第4話「卒業写真」（2010年3月4日、フジテレビ）- 青木剛史 役
- 獣医ドリトル第2話（2010年10月24日、TBS）- 坂東大吾飼育員 役
- 3年B組金八先生ファイナル（2011年3月27日、TBS） - 長澤一寿 役
- レジデント〜5人の研修医（2012年10月18日 - 12月20日、TBS）- 真中潤一 役
- 金田一少年の事件簿N(neo) 第3・4話（2014年8月2日 - 9日、日本テレビ） - 椎名真木男 役
- 母さん、俺は大丈夫（2015年8月22日、日本テレビ） - 佐々木哲平 役[43]
- ゼロ 一獲千金ゲーム 第2・3話（2018年7月22日・29日、日本テレビ） - 山口カズヤ 役（友情出演）[44]
- ボイス 110緊急指令室（日本テレビ） - 石川透 役
  - ボイス 110緊急指令室（2019年7月13日 - 9月21日）[45]
  - ボイスII 110緊急指令室 第1話 - 第8話（2021年7月10日 - 9月11日）[46]
- パレートの誤算 〜ケースワーカー殺人事件（2020年3月7日 - 4月4日、WOWOW） - 小野寺淳一 役[5]
- レンタルなんもしない人（2020年4月9日〔8日深夜〕 - 10月1日〔9月30日深夜〕、テレビ東京） - 主演・森山将太 役[47]
- 古見さんは、コミュ症です。（2021年9月6日 - 11月1日、NHK総合） - 主演・只野仁人 役[48]
- 吉祥寺ルーザーズ（2022年4月11日 - 6月27日、テレビ東京） - 主演・安彦聡 役[49][50]
- 月曜プレミア8 今野敏サスペンス 機捜235III（2022年5月16日、テレビ東京） - 倉沢巧 役[51]
- オールドルーキー（2022年6月26日 - 9月4日、TBS） - 梅屋敷聡太 役[52]
- 夕暮れに、手をつなぐ 第2 - 6話（2023年1月24日 - 2月21日、TBS) - マンボウ 役[53]
- 藤子・F・不二雄 SF短編ドラマ『イヤなイヤなイヤな奴』（2023年6月11日、NHK BSプレミアム・NHK BS4K） - 主演・ミズモリ 役[54]
- ギフテッド Season1（2023年8月12日 - 10月1日、東海テレビ・フジテレビ） - 主演・天草那月 役[55]
  - ギフテッド Season2（2023年10月14日 - 12月2日、WOWOW）[56]

### バラエティ番組
- ダチタビ〜第一章ダルセーニョなキャンプ〜（2011年10月5日、日本テレビ） - 減田貴久 役[57]
- 未来ロケット（2014年4月19日 - 2015年3月21日、フジテレビ）[58]
- ソレダメ!〜あなたの常識は非常識!?〜（2015年4月15日 - 現在、テレビ東京）[59]
- 全世界極限サバイバル 2016（2016年1月2日、TBS）
- 超ハマる!爆笑キャラパレード（2016年10月15日 - 2017年3月25日、フジテレビ）[60]
- ネタパレ（2017年4月14日 - 、フジテレビ）[61]
- ぐるぐるナインティナイン『グルメチキンレース・ゴチになります!』（2020年1月16日 - 現在、日本テレビ） [62]

### 情報番組
- いっぷく!（2014年3月31日 - 2015年3月27日、TBS）- 月曜日[63]→金曜日パーソナリティー
- PON!（2018年4月2日 - 2018年9月24日、日本テレビ）- 月曜日レギュラー[64]

### 音楽番組
- 水曜歌謡祭（2015年4月15日 - 9月2日、フジテレビ）

### 特別番組
- 24時間テレビ43（2020年8月22日 - 23日、日本テレビ） - メインパーソナリティ（副キャプテン）[65]

### CM・広告
- 東洋水産「赤いきつねうどん」「緑のたぬき天そば」「白い力もち」「豚汁うどん」「黒い豚カレーうどん」（2007年 - 2009年）
  - 長野博（20th Century）、八乙女光（Hey! Say! JUMP）、風間俊介と武田鉄矢とともにCM限定のアイドルユニット「TU→YU」として出演。[66]
- エンタテインメントショー『ファッションフリークショー』（2025年9月12日 - 28日予定） - 森星・萬田久子とアンバサダー[67]

### ネット配信
- ゼロ エピソードZERO 山口カズヤ編（2018年7月15日 - 配信開始、Hulu） - 主演・山口カズヤ 役[68]
- ボイス 110緊急指令室 Call Back（2019年9月21日 - 配信開始、Hulu） - 石川透 役[69]

### ラジオ番組
- 増田貴久のMASTER HITS（2005年4月[70] - 、bayfm、毎週日22:30-22:57）
- ますますらじお（2020年7月1日 - 2021年3月31日、MBSラジオ）[注釈 2]
- 増田貴久・中丸雄一のますまるらじお（2021年4月7日 - 、MBSラジオ）[73]

### 舞台
- PLAYZONE 2001 EMOTION〜新世紀〜（2001年7月14日 - 8月17日、青山劇場）[74]
- 増田貴久の一人楽屋de大作戦『まちマス』（2007年8月23日 - 27日、東京グローブ座）[75]
- 雨の日の森の中（2009年11月4日 - 23日、東京グローブ座 / 11月26日 - 30日、梅田芸術劇場 シアタードラマシティ[76]） - 主演[77]
- 灰色のカナリア（2012年6月8日 - 7月1日、東京グローブ座 / 7月4日 - 9日、森ノ宮ピロティホール） - 主演・藤井一也 役[78]
- ストレンジ・フルーツ（2013年5月3日 - 26日、東京グローブ座 / 5月28日 - 6月2日、シアター・ドラマシティ） - 主演・千葉 役[79]
- フレンド-今夜此処での一と殷盛り-（2014年9月26日 - 10月19日、東京グローブ座 / 11月4日 - 11月9日、シアター・ドラマシティ） - 主演・安原喜弘 役[80]
- Only You 〜ぼくらのROMEO&JULIET〜（2018年7月12日 - 8月4日、東京グローブ座 / 8月7日 - 9日、森ノ宮ピロティホール）[81] - 主演・門田 役[82]
- ハウ・トゥー・サクシード（2020年9月4日 - 20日、東急シアターオーブ / 10月3日 - 9日、オリックス劇場） - 主演・フィンチ 役[83]
  - ハウ・トゥー・サクシード（2021年11月20日 - 12月7日、東急シアターオーブ / 12月14日 - 16日、オリックス劇場） - 主演・フィンチ 役[84]
- 20世紀号に乗って（2024年3月12日 - 31日、東急シアターオーブ / 4月5日 - 10日、オリックス劇場） - 主演・オスカー・ジャフィ 役[85]
- ホリデイ・イン（2025年4月1日 - 16日、東急シアターオーブ / 4月22日 - 5月1日〈予定〉、SkyシアターMBS） - テッド・ハノーバー 役[86]
- 氷艶 hyoen 2025 -鏡紋の夜叉-（2025年7月5日 - 7日、横浜アリーナ） - 主演・吉備津彦 役（髙橋大輔とダブル主演）[87]

### コンサート
- Disney on CLASSIC Premium『アラジン』イン・コンサート（2025年3月1日・2日、横浜アリーナ） - ジーニー 役[88][89]

### ソロライブ
- 増田貴久 1st LIVE 喜怒哀楽（2025年2月18日、フェスティバルホール / 2月25日・26日、東京ガーデンシアター）[18][19]

## 書籍
- MASU Styling log（2024年12月18日発売、イマジカインフォス）[90]

### 雑誌連載
- 主婦の友社『mina』「MASU Styling マスタイリング」（2014年10月号 - 2024年10月号）[27][91]
- 文化出版局『装苑』「MFBB」[注釈 3]（2018年4・5月合併号[28] - ）
- 麻布台出版社『ポポロ』「ますます。まっすー」（2018年6月号 - 2020年2月号）[93][94]
- 東京ニュース通信社『TVガイドPERSON』「増田ガイドFashion」（vol.146〈2024年10月11日発売号〉 - ）[95]

## 作品

### アルバム
順位はオリコンチャートのウィークリーアルバムランキングでの最高順位を示す。
| ＃  | 発売日        | タイトル | 販売形態 | 販売形態 | 規格品番     | 順位 |
| --- | ------------- | -------- | -------- | -------- | ------------ | ---- |
| 1st | 2025年2月12日 | 喜怒哀楽 | CD+BD    | 初回盤A  | JCCN-0872/3  | 1位  |
| 1st | 2025年2月12日 | 喜怒哀楽 | CD+DVD   | 初回盤A  | JCCN-0874/5  | 1位  |
| 1st | 2025年2月12日 | 喜怒哀楽 | 2CD+BD   | 初回盤B  | JCCN-0876/8  | 1位  |
| 1st | 2025年2月12日 | 喜怒哀楽 | 2CD+DVD  | 初回盤B  | JCCN-0879/81 | 1位  |
| 1st | 2025年2月12日 | 喜怒哀楽 | CD       | 通常盤   | JCCN-0882    | 1位  |

### ソロ曲

#### オリジナル曲
- 暁-AKATSUKI-（作詞・作曲・編曲：m-takeshi） ‐ アルバム『NEWS BEST』収録
- Pumpkin（作詞：H.U.B.、作曲・編曲：AKIRA） ‐ アルバム『NEWS BEST』収録
- SUPERMAN（作詞：H.U.B.、作曲・編曲：福士健太郎） ‐ アルバム『NEWS BEST』収録
- PeekaBoo...（作詞：Ryohei、作曲：Chris Meyer、編曲：千葉純治） - シングル「チャンカパーナ」収録
- Remedy（作詞：Ryohei Yamamoto、作曲：Ryohei Yamamoto） - アルバム『NEWS』収録
- Skye Beautiful（作詞：Ryohei Yamamoto、作曲：Ryohei Yamamoto） - アルバム『White』収録
- LIS'N（作詞：Ryohei Yamamoto、作曲：Ryohei Yamamoto、編曲：TRAKSTA） - アルバム『QUARTETTO』収録
- Thunder（作詞：Ryohei Yamamoto、作曲：Ryohei Yamamoto）  -アルバム『EPCOTIA』収録
- Symphony of Dissonance （作詞：Ryohei Yamamoto、作曲：☆Taku Takahashi(m-flo)、Mitsunori Ikeda(Tachytelic)  -アルバム『WORLDISTA』収録
- 戀（読み：こい）（作詞・作曲：GReeeeN、編曲：nishi-ken [Diosta inc.]）- アルバム『STORY』収録
- XXX (読み：KissKissKiss)（作詞：篠原とまと、作曲・編曲：伊藤賢・辻村有記） - アルバム『音楽』収録
- hanami （作詞：増田貴久、作曲：ヒロイズム、編曲：ヒロイズム・石塚知生） - アルバム『NEWS EXPO』収録
- kawaii  (作詞：篠原とまと、作曲・編曲：伊藤賢・辻村有記)   -アルバム『JAPANEWS』収録

#### カバー曲
- FOREVER MINE（作詞・作曲・編曲：山下達郎） - アルバム『NEVERLAND』収録
- ずっと一緒さ（作詞・作曲：山下達郎） - 映像作品『NEWS DOME TOUR 2018-2019 EPCOTIA -ENCORE-』収録
- 恋文（作詞：持田香織、作曲：HIKARI、編曲：石塚知生） - アルバム『喜怒哀楽』収録

### ミュージック・ビデオ
| 年   | タイトル | リンク     |
| ---- | -------- | ---------- |
| 2025 | 喜怒哀楽 | [ 動画 1 ] |